# Mioquinasa
La mioquinasa, miocinasa o ADK és un enzim que catalitza la producció d'ATP a partir d'ADP, un procés implicat en la homeostàsia. La reacció que té lloc és:
2 ADP ⇔ ATP + AMP
La constant d'equilibri en la direcció descrita és 0.44. D'aquesta manera, el ΔGo per aquesta reacció és pràcticament 0. Als músculs de bastantes espècies de vertebrats i invertebrats, la concentració d'ATP és 7 o 10 vegades la de l'ADP i normalment 100 vegades més que la d'AMP. La taxa de fosforilació oxidativa és controlada per la disponibilitat d'ADP. Així el mitocondri té la tendència a emmagatzemar alts nivells d'ATP degut a l'acció combinada de la mioquinasa i els controls de la fosforilació oxidativa.